# Eagle County
Eagle County je okres ve státě Colorado v USA. K roku 2010 zde žilo 52 197 obyvatel. Správním městem okresu je Eagle. Celková rozloha okresu činí 4 382 km². Byl pojmenován podle řeky Eagle River.